# ساندرين رو
ساندرين رو (بالفرنسية: Sandrine Roux)‏ هي لاعبة كرة قدم فرنسية، ولدت في 22 ديسمبر 1966 في مونتروي في فرنسا. لعبت مع VGA Saint-Maur ‏.